# Macroclymenella stewartensis
Macroclymenella stewartensis är en ringmaskart som beskrevs av Augener 1926. Macroclymenella stewartensis ingår i släktet Macroclymenella och familjen Maldanidae.
Artens utbredningsområde är havet kring Nya Zeeland. Inga underarter finns listade i Catalogue of Life.